# Орудия смерти: Город костей
«Орудия смерти: Город костей» (англ. The Mortal Instruments: City of Bones) — фэнтезийный приключенческий фильм 2013 года норвежского режиссёра Харальда Цварта, экранизация первого романа серии «Орудия смерти» Кассандры Клэр. Премьера в США состоялась 21 августа 2013 года, в России — 22 августа 2013.

## Сюжет
После того, как юная Клэри Фрэй становится свидетелем убийства в клубе «Адское Логово», запускается цепь неясных ей событий. Она видит людей, которых никто не видит, на неё нападают существа из другого мира, и, наконец, она оказывается в месте, где ей положено быть — в Институте, в обители Сумеречных Охотников, полуангелов-полулюдей, которые помогут ей разобраться в прошлом. Вместе с ними она узнаёт про Круг Валентина, узнаёт, кто на самом деле её отец, полюбит и будет любимой, а в конце откроет тайну, которую не хотела бы знать.

## В ролях
| В ролях               | Персонаж                                     |
| --------------------- | -------------------------------------------- |
| Лили Коллинз          | Кларисса (Клэри) Фрэй/Моргенштерн"           |
| Джейми Кэмпбелл Бауэр | Джейс Вэйланд/Джонатан Моргенштерн           |
| Роберт Шиэн           | Саймон Льюис, лучший друг Клэри              |
| Кевин Зегерс          | Алек Лайтвуд                                 |
| Лина Хиди             | Джослин Фрэй/Моргенштерн, мама Клэри         |
| Эйдан Тёрнер          | Люк Гэрроуэй/Люциан Греймарк                 |
| Кевин Дюранд          | Эмиль Пангборн, приспешник Валентина         |
| Джаред Харрис         | Ходж Старквезер, глава Института в Нью-Йорке |
| Джонатан Рис-Майерс   | Валентин Моргенштерн, противник Конклава     |
| Джемима Уэст          | Изабель Лайтвуд                              |
| Годфри Гао            | Магнус Бейн, верховный маг Бруклина          |
| Си Си Эйч Паундер     | Мадам Доротея, соседка Клэри                 |
| Роберт Майе           | Сэмуэль Блэквелл, приспешник Валентина       |
| Стивен Р. Харт        | Брат Иеремия, член Братства Молчания         |
| Элиас М’Барек         | Рафаэль Сантьяго, главарь вампиров           |

## Съёмки
Съёмки проходили с 20 августа по 7 ноября 2012 года в Гамильтоне (Онтарио), Торонто и Нью-Йорке.

## Отзывы
Фильм получил отрицательные отзывы кинокритиков.
На Rotten Tomatoes средний рейтинг фильма составляет 13 %, на основании 128 рецензий критиков, со средним баллом 3,9 из 10.
На Metacritic фильм набрал 33 из 100, на основе 35 отзывов.

## Продолжение
В 2014 году, несмотря на низкие кассовые сборы и неблагоприятные отзывы критиков, планировался выход сиквела, который должен был носить название «Орудия Смерти: Город праха». Позже Кассандра Клэр заявила о том, что продолжения фильма не будет. В 2015 году стало известно о выходе сериала на основе книг с другими актёрами, под названием «Сумеречные охотники». Разработкой занимается канал ABC Family. Всего было выпущено три сезона, после чего, в июне 2018 года, сериал был закрыт. Для завершения сюжета в третий сезон были досняты две серии. Последний и заключительный эпизод вышел на экраны 6 мая 2019 года.